# Litsea hayatae
Litsea hayatae är en lagerväxtart som beskrevs av Ryozo Kanehira. Litsea hayatae ingår i släktet Litsea och familjen lagerväxter. Inga underarter finns listade i Catalogue of Life.